# Außer der Reihe
Außer der Reihe war eine experimentelle Buchreihe im Aufbau Verlag in Ost-Berlin von 1988 bis 1991.

## Geschichte
Der Schriftsteller und Verlagslektor Gerhard Wolf, Ehemann von Christa Wolf begründete  im Aufbau Verlag die Buchreihe Außer der Reihe. In ihr verlegte er Werke von jungen unangepassten Autoren, die bisher in der DDR kaum Veröffentlichungsmöglichkeiten hatten. Es erschienen insgesamt elf Bände.
1995 gründete er seinen eigenen Verlag Janus press.

## Bände
- Bert Papenfuß, Dreizehntanz, 1988
- Rainer Schedlinski, Die Rationen des Ja und des Nein, 1988
- Jan Faktor, Georgs Versuche an einem Gedicht und andere positive Texte aus dem Dichtergarten des Grauens,  1989
- Stefan Dörung, Heutmorgestern, 1989
- Gabriele Stötzer, Zügel los, 1989
- Reinhard Jirgl, Mutter-Vater-Roman, 1990
- Ulrich Preuß, Wer hat die Ratte Erwin umgebracht, 1990
- Andreas Koziol,  Mehr über Rauten und Türme, 1991
- Peter Brasch, Rückblenden an Morgen, 1991
- Ines Eck, Steppenwolfidyllen, 1991
- Dieter Kraft, Traumhaft. Theater Zinnober. Improvisationen, Spiele, Protokolle, 1991